# Shougang Group
Die Shougang Group ist ein chinesischer Stahlkonzern, der zu den größten Stahlproduzenten der Welt zählt. Im Jahr 2018 belegte die Shougang Group mit 27,34 Millionen Tonnen produzierten Stahls den zehnten Platz der größten stahlerzeugenden Unternehmen weltweit.
Die Unternehmensgruppe hat ihre Geschäftstätigkeit auf diverse Bereiche außerhalb der Stahlerzeugung ausgeweitet. Der Konzern bietet unter anderem Finanzdienstleistungen an und ist im Immobiliengeschäft und der Stadtentwicklung tätig. Die chinesische Hua Xia Bank wurde 1992 als Hausbank der Shougang Group gegründet. Shougang ist weiterhin größter Aktionär des Kreditinstituts.